# 藤堂高虎
藤堂高虎（日语：／ Tōdō Takatora，1556年2月16日—1630年11月9日）是日本戰國時代至江戶時代的武將和大名。父親是近江國富豪藤堂虎高。伊勢國津藩藩主。戰國時期歷經伺奉多位主君。以築城技術見長，曾築造過宇和島城、今治城、篠山城、津城、伊賀上野城及膳所城等城，與黑田孝高、加藤清正同為築城名人。

## 生涯
祖父是近江鯰江城主三井乘綱，本家在江戶時代形成三井財閥，父親為次男離開近江至甲斐武田氏處出仕，獲賜「虎」字，近江歸國後娶犬上郡支配數村的有力土豪藤堂忠高的女兒並成為婿養子，先後侍奉京極家與淺井家，高虎於1569年鎮壓北近江東一揆暴動，偷偷跟隨兄長出陣成為他的初陣，於劣勢中以自製的刀及竹槍於廁所巧遇敵軍取得了騎馬一揆眾的首級，獲得淺井長政賞賜備前兼光刀及黃金一枚。後於1570年以武家奉公人的身分跟隨淺井長政參與姉川之戰，由於斬下了敵軍的數個頭顱，獲淺井長政頒發感謝狀，開始嶄露頭角。後來淺井家毀滅，前後成為了淺井長政的下屬阿閉貞征及磯野員昌的家臣。一度在近江地區過著顛沛流離、三餐不繼的生活。後來在織田信長的外甥津田信澄的介紹下，成為織田信長的家臣。
天正4年（1576年）在羽柴秀長屬下領有300石。天正9年（1581年）從征鎮壓但馬國的土豪，因功績領有3000石，陞任鐵砲大將。由於在賤岳之戰以銃擊致使佐久間盛政敗走，成為戰勝的關鍵、增封1300石。
天正13年（1585年）從征紀州征伐，10月間降伏湯川直晴，並將山本主膳斬首。戰後加封紀伊國粉河5000石，並擔任猿岡山城、和歌山城的築城奉行。同年的四國征伐因功績增加5400石，成為1萬石大名。方廣寺大佛殿建設之際，受命從熊野調運材木協助建設。
天正15年（1587年）於九州征伐的根白坂之戰，友軍遭島津軍攻擊前往援助，因功增加2萬石，並由秀吉推舉敘任正五位下佐渡守。天正17年（1589年）因鎮壓北山一揆需要，於赤木城（現三重縣熊野市紀和町）築城。
天正19年（1591年）秀長死去，仕於其外甥（養子）豐臣秀保，並代理秀保出陣隔年的文祿之役。文禄4年（1595年）秀保去世後，於高野山出家。經由生駒親正向豐臣秀吉報告，因為珍惜高虎的將才，而召見要求其還俗，並加封5萬石，成為伊予國板島（現在的宇和島市）7萬石大名。
豐臣秀吉死後，開始與德川家康親近，慶長5年（1600年），隨同家康主導的會津征伐以及之後的河渡川之戰。9月15日的關原之戰與大谷吉繼隊激烈對戰。留守在伊予國的部隊，也成功鎮壓了毛利輝元策動的一揆叛亂。此外，也策動脇坂安治、小川祐忠、朽木元綱及赤座直保的寢返。後來因戰功受封成為20萬石的大名。並由於改建江戶城有功，同時慶長13年（1608年）由於伊賀上野藩主筒井定次改易及伊勢津藩主富田信高轉封至伊予宇和島藩，將今治周邊的越智郡2萬石、伊賀一國以及伊勢8郡22萬石均加封予高虎。家康對高虎的才能與忠義都有很高的評價，使得高虎雖然身為外樣大名，卻與譜代大名有同規格的待遇（別格譜代），是第一代伊勢國津藩藩主。
大坂夏之陣中，面對長宗我部盛親的軍隊時陷入苦戰，家臣藤堂良勝與藤堂高刑等600人因而戰死，後來因長宗我部盛親主動撤退下才獲勝利。戰後因功績增加為32萬石，同年閏6月陞任從四位下。然而，此戰因與獨斷專行的家臣渡邊了有所衝突，因此相互決別。
家康死去之際，是唯一隨侍在側的外樣大名。家康死後繼續侍奉第2代將軍德川秀忠。
内政方面，包括上野城、津城的城下町建設以及地方的農地開發、寺社復興等等，藩政因此確立。後接受幕府命令擔任陸奥會津藩、讚岐高松藩及肥後熊本藩的後見役職務，派遣家臣協助藩政的執行。
晚年眼睛患病因而失明。寬永7年（1630年）10月5日於江戶的藤堂藩邸病逝，終年75歲。墓所在東京都台東區上野恩賜公園。家督由長男高次繼承。
1915年（大正4年）11月10日獲贈從三位。

## 評價
與加藤清正一樣，是一個築城的高手。善於利用天然形勢築城，並且以高石垣與外層水堀作為阻擋敵人的工具。
藤堂高虎先後奉侍淺井長政、阿閉貞征、磯野員昌、津田信澄、豐臣秀長、豐臣秀保、豐臣秀吉、豐臣秀賴、與德川家康、德川秀忠、德川家光。
後世往往會責備高虎多次變換主君的行為，但在儒教盛行前的日本，沒得到應有的俸祿，或是為了未來性而改侍奉其他主君並不算是變節的行為。但亦非武士道所能容忍的行為。藤堂高虎在豐臣秀吉死後改投德川陣營，甚至告訴家康「請將我當作家臣使喚即可」；此舉被其他大名非難時，高虎的看法是：「不表明自己立場的傢伙，戰爭來臨時才是最不能信賴的」、「武士一生裡若沒有服侍過七位主君，根本不配被稱為『武士』」，意即要忠於主君但可換人繼續忠心，識時務者為俊傑之意。
實際上，高虎在首次戰鬥中立功時，淺井長政賞賜的刀劍與一枚金幣，高虎終身都隨身攜帶；之後對豐臣秀長始終盡心工作，直到秀長與其子秀保死去都始終如一。後來改投德川家，起初因多次變換主君而不為德川家康所喜，但家康不久後就認同高虎的能力而信任。在關原之戰與大坂夏之陣盡力奮戰，在家康去世時是唯一隨伴床前的外樣大名。此外，舊主津田信澄在本能寺之變後遭到織田信孝殺害，妻兒受到當時已在豐臣秀長麾下的高虎保護；信澄之子昌澄在大坂夏之陣時作為豐臣方與德川家交戰，戰後也因高虎的請求而保住性命，日後轉入德川家之下仕官。
關原之戰後，當東軍諸將向被捕的石田三成極盡咒罵之時，只有高虎與黑田長政對三成仍秉持武將的禮儀。當時高虎甚至向三成請教：「這次戰鬥中貴軍的奮戰，即使是作為敵人的敝人仍感到非常優秀。若閣下覺得我軍還有什麼缺點，還望請閣下賜教。」石田回答：「貴軍的鐵砲部隊應該是沒有身分高的家臣指揮，如果有的話威力必定大有增進。」從此之後，藤堂家先鋒的鐵炮部隊指揮官必定由俸祿千石以上的家臣擔任。關原戰後，高虎也親自為交戰對手大谷吉繼修建墳墓。
在大阪夏之陣中，藤堂家作為先鋒部隊與大阪方先鋒部隊長宗我部盛親軍勢死戰，德川家康對此相當讚賞：「國家發生大事時，務必首先由高虎處理」。關原之戰後當德川家出兵時，慣例由譜代大名的井伊家與外樣大名的藤堂家擔任先鋒。
德川家康過世後，高虎繼續受到德川秀忠的信任與重用。當會津藩蒲生家、高松藩生駒家與熊本藩加藤家發生家內騷動時，高虎都奉命派出家臣前往當地，代理藩主處理事務（高虎過世後，這三家先後受到沒收領地的改易處分）。
與加藤嘉明在朝鮮戰役時是競爭功勞的對手，彼此關係不佳。日後，1627年會津蒲生家因為嗣子斷絕被移封時，德川秀忠想請高虎出任會津藩藩主，但高虎以年老的理由推辭。秀忠再問「那麼和泉（高虎當時的官位和泉守）有覺得適當的人選嗎？」，高虎回答「伊予的加藤侍從（嘉明）」（當時高虎的津藩石高是30萬石，加藤嘉明如果轉封會津，石高將從伊予松山的20萬石提升到比高虎更高的40萬石）。秀忠驚訝之下問高虎：「您與侍從不是關係不好嗎？」，高虎回以：「私仇乃是私事，國家大事是不能牽扯私事的，不捨棄私情不行。」日後加藤嘉明知道此事，非常感謝高虎之下兩人才終於和解。
幕末時代，藤堂家的津藩與井伊家的彥根藩在鳥羽伏見之戰一同出兵對抗官軍，但津藩部隊判斷幕府軍不利後首先倒戈砲擊幕府軍，此舉被幕府軍嘲弄為「果然不愧是藩祖的薰陶」。然而，官軍下達對日光東照宮的攻擊令時，津藩部隊以德川家康對藩祖曾有大恩的理由而拒絕參加。

## 遊戲
- 戰國無雙系列 &無雙OROCHI系列（光榮公司開發，松風雅也配音）